# Bank of Beijing
Bank of Beijing Company Limited (förenklade kinesiska tecken: 北京银行, traditionella kinesiska tecken: 北京銀行, pinyin: Běijīng Yínháng), är en kinesisk halvstatlig bankkoncern och var 2005 Kinas näst största stadsaffärsbank och den tredje största banken i Peking. Den rankas år 2017 som världens 257:e största publika bolag och Kinas nionde största bank
I mars 2005 förvärvade det nederländska finansinstitutet ING Groep N.V. 19% (nu 16%) av Bank of Beijing för €166 miljoner och i mars 2012 förvärvade den spanska bankkoncernen Banco Santander, S.A. 20% för $48 miljoner.